# Personenzoeksysteem
Personenzoeksystemen (PZS) is een bepaald type oproepsystemen. PZS’s bestaan uit een al dan niet op een buitenantenne aangesloten zender en een aantal oproepontvangers (piepers). De piepers worden vanaf de zender opgeroepen, waarna een numerieke of alfanumerieke boodschap in het display verschijnt. Sommige PZS's werken met steunzenders. Hierdoor kan het zendbereik aan de behoefte van de gebruiker worden aangepast zonder dat er een buitenantenne nodig is. Doordat de piepers vanuit verschillende hoeken aangeroepen worden, brengt het gebruik van steunzenders grotere bedrijfszekerheid met zich mee.
Personenzoeksystemen zijn in alle EU-landen voor machtigingsvrij gebruik toegelaten. In Nederland worden ze echter met name gebruikt bij de Bedrijfshulpverlening (BHV). Ingevolge de Arbowet is elke organisatie in Nederland verplicht om een bedrijfshulpverleningsploeg te hebben, die bij een calamiteit snel oproepbaar dient te zijn. Dergelijke oproepsystemen worden doorgaans ook aan de brandmeldcentrale gekoppeld.